# Лопперсюм

Карта бывшей общины Лопперсюм

Лопперсюм (нидерл. Loppersumо файле) — посёлок на севере Нидерландов, в провинции Гронинген, с 1 января 2021 года входит в общину Эмсделта. Население бывшией общины Лопперсюм на 1 января 2007 года составляло 10 776 человек. Площадь общины 111,99km², из них 111,02km² земля, 0,97km² — водной поверхности.